# Площадь Капошвара
Пло́щадь Капошва́ра (до 1967 года — Круглая площадь) — расположена в Центральном районе Твери на пересечении двух магистралей — «широтной» (проезд Дарвина — проспект Победы) и «меридиональной» (Тверской проспект — проспект Чайковского). Возникла в 1957 году, первоначально именовалась «Круглая площадь», в 1967 году получила современное название в честь венгерского города Капошвара — побратима Твери.
Большая часть зданий на площади Капошвара построена в 1950-е — 1960-е годы, они как бы образуют полукруг вокруг центра площади. Первым в 1957 году был построен пятиэтажный жилой дом (№ 17), в 1967 году шестиэтажный (№ 24/2Б). Также в январе 1967 году построена первая в городе девятиэтажка (№ 7), а в сентябре вторая такая же (№ 16). Нумерация домов ведётся по проспекту Чайковского.
Площадь Капошвара до 2015 года являлась крупнейшим узлом Тверского трамвая, через который в период максимального развития системы проходило более половины (с 2010 года — все) маршрутов в четырёх направлениях:
- в северном направлении — по Тверскому проспекту, в сторону Нововолжского моста и Заволжского района (закрыто в 2018)
- в южном направлении — по выделенной полосе вдоль проспекта Чайковского, в сторону Привокзальной площади (железнодорожного вокзала) и автовокзала (закрыто в 2018)
- в западном направлении — по проезду Дарвина в сторону улицы Спартака и Пролетарского района (закрыто в 2016 году)
- в восточном направлении — по проспекту Победы в сторону площади Терешковой и Московского района (закрыто в 2015 году)Площадь Капошвара. Вид с крыши №7 по проспекту Чайковского.

Площадь считается неудобным для проезда перекрёстком, на ней нередко возникают пробки и мелкие аварии, из-за этого автомобилисты иногда её называют «площадь кошмаров». Светофора на площади не было до 2013 года. В 1980-х годах, а также на несколько дней в середине 1990-х его устанавливали, но это только ухудшало дорожную ситуацию. Отвечая на вопрос по поводу площади в эфире местной телекомпании в конце 1990-х годов, начальник ГИБДД УВД Тверской области отшутился, что в таких случаях надо сразу строить подземные переходы. По мнению специалистов ГИБДД, для того чтобы установить на этой площади светофор, нужно убрать трамваи. Для разгрузки транспортных потоков на площади с 2006 года со стороны проезда Дарвина было разрешено осуществлять движение только направо (также только направо можно двигаться со стороны проспекта Победы, а грузовым автомобилям, помимо этого, и со стороны Тверского проспекта). Однако это только растянуло пробку на 2 квартала вдоль проспекта Чайковского. После появления светофора разрешено движение прямо и направо.